# Prionus mexicanus
Prionus mexicanus là một loài bọ cánh cứng trong họ Cerambycidae.